# Cortaderia selloana

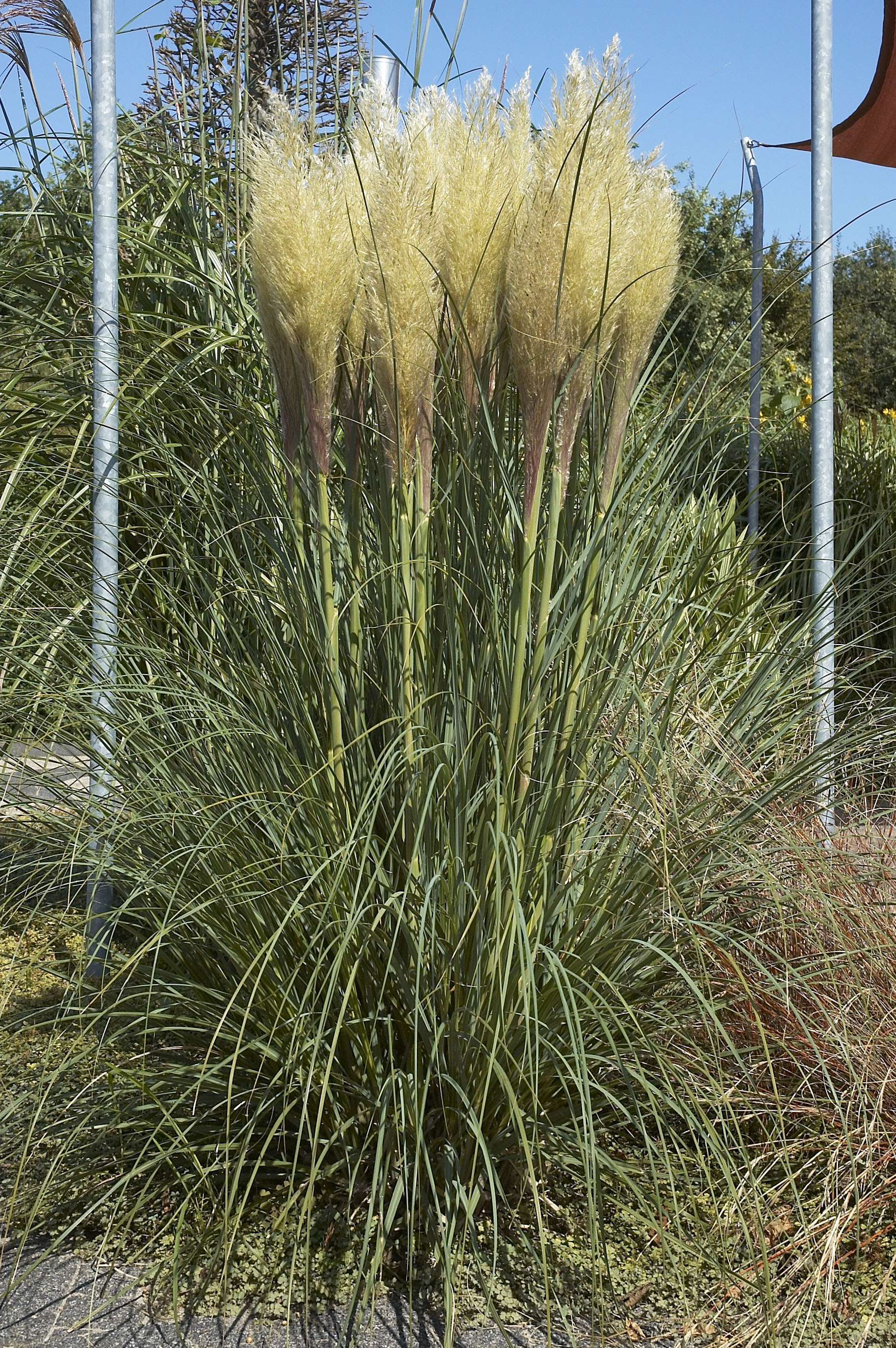
Vista de la planta.

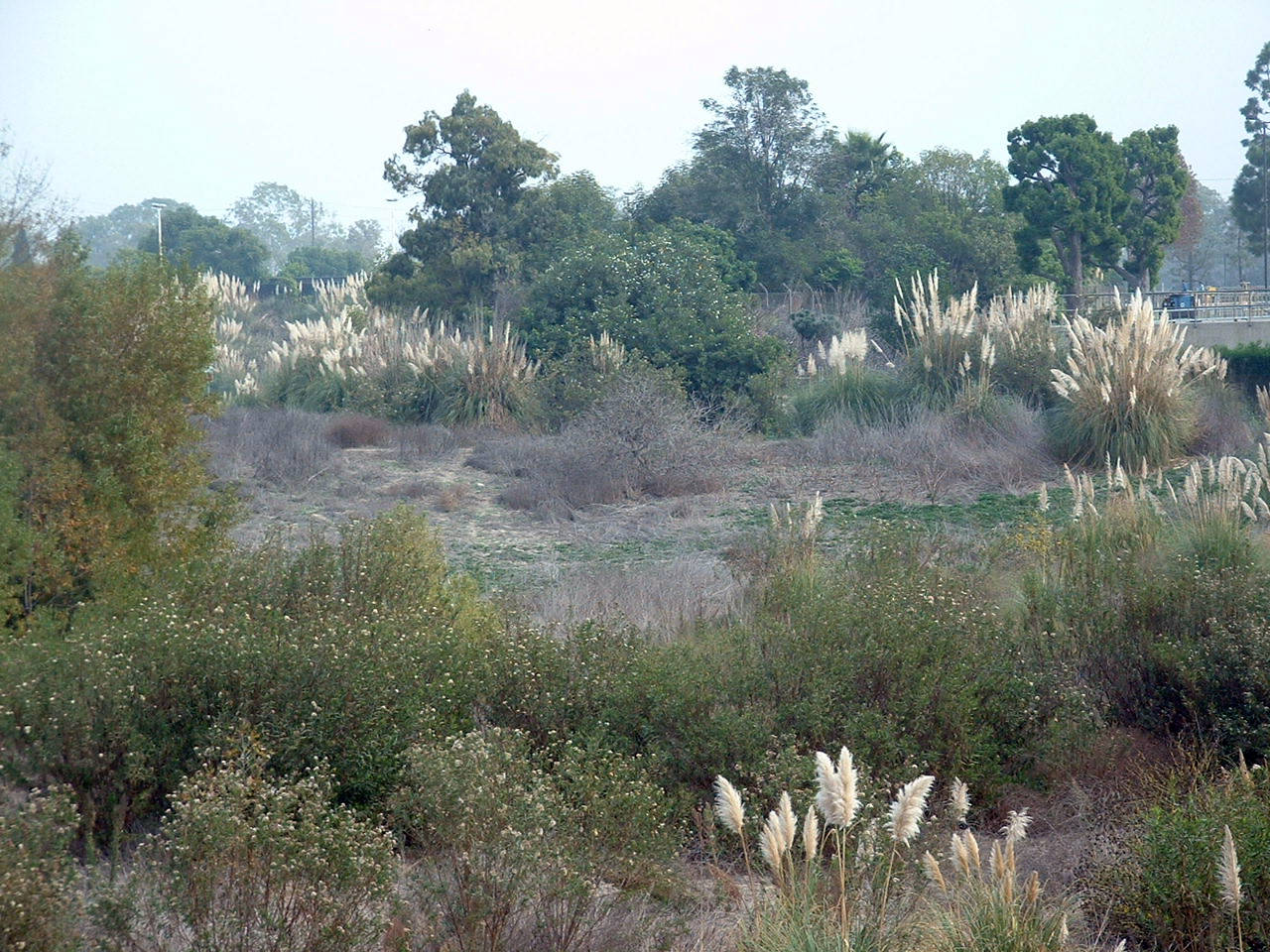
Cortadera colonizando los baldíos en California.

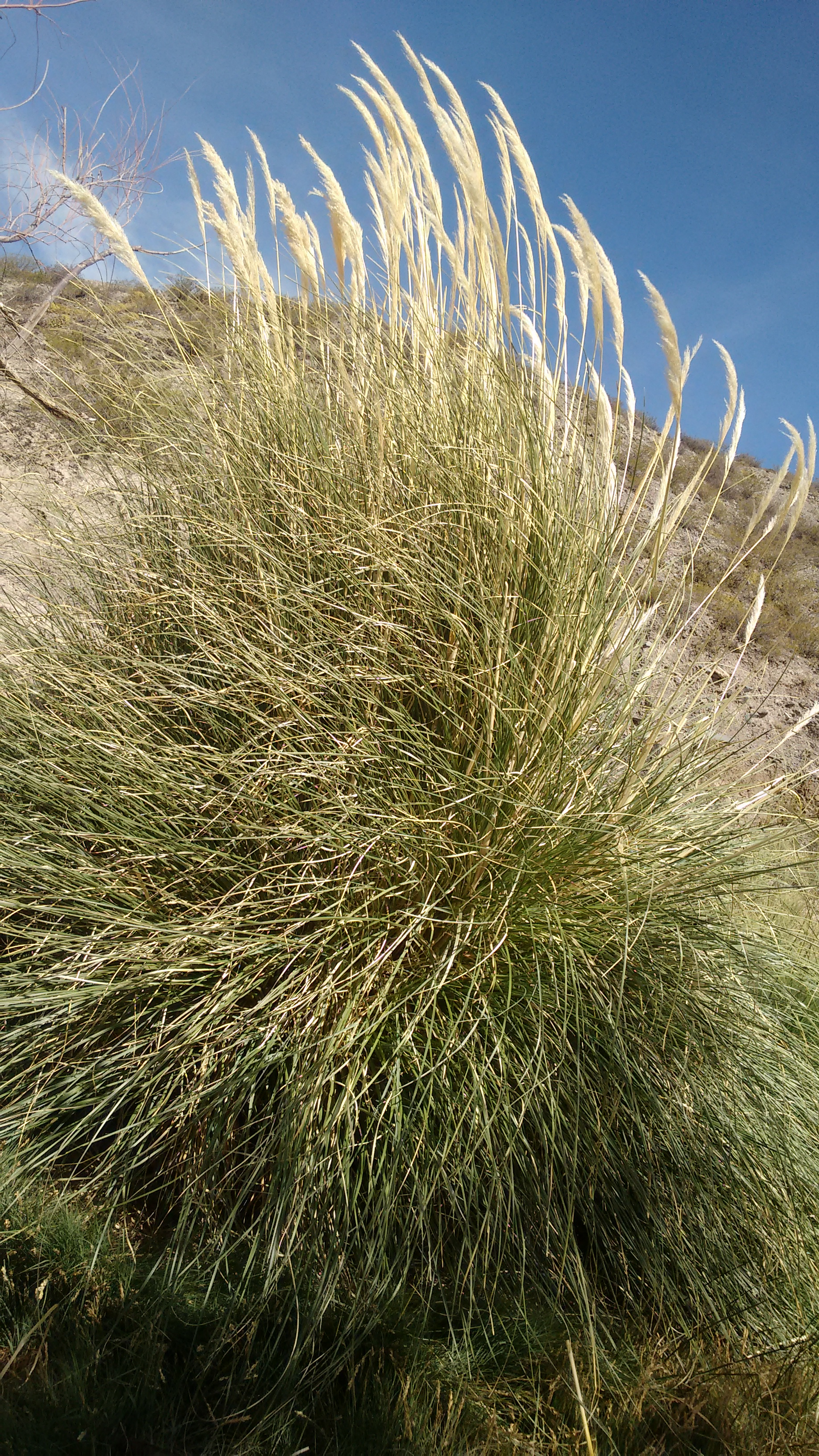
Planta de cortadera. Quebrada del Toro, Salta

La cortadera, más conocida como yerba o pollon plumón[cita requerida]  (Cortaderia selloana), es una especie botánica de pastos rizomatosos muy altos, endémica del sur de Sudamérica, en la región pampeana y en la Patagonia. Posee más denominaciones comunes, entre ellas plumero de la Pampa, plumacho, plumerillo, cola de zorro, tulula, carrizo de la Pampa, paja penacho, paina, cortaderia, ginerio, gimnerio, paja brava o pampera.
Es una especie invasora muy dañina fuera de su ecosistema local. En este sentido exhibe un comportamiento invasivo debido a su notable habilidad para adaptarse a diversos ecosistemas. No requiere condiciones ecológicas específicas, sino que puede sobrevivir en condiciones extremas en comparación con otras especies nativas. La cortaderia es capaz de soportar tanto la sequía como el encharcamiento, incluso en suelos pobres y con poco sustrato, tolerando incluso cierta salinidad en el suelo y en el agua circundante. Sus profundas raíces le permiten sobrevivir en condiciones extremas, por lo que aparece en ambientes degradados como canteras, graveras, terrenos industriales, márgenes de carreteras y vías de ferrocarril.
Además, sus ligeras semillas pueden viajar kilómetros por turbulencias de aire como las creadas por los vehículos que pasan en sus proximidades. Provoca reacciones alérgicas. La mejor manera de eliminarla es una técnica mixta: arrancado las partes superiores y utilizando herbicidas en las partes que permanecen en la tierra para que no rebrote.

## Descripción
Crece en densa masa, pudiendo alcanzar 3m de altura; hojas perennes, largas y finas, 1–2m de largo y 1cm ancho, con bordes muy afilados (debiéndosela manipular con cuidado), color verde azulinas, pero pueden llegar a gris plateadas. Flores en densa panícula blanca de 3–9dm de largo y 2–3m de altura sus varas florales; sus espiguillas de 15-25mm, cada una con 4-6 flores. Flores masculinas con 3 estambres, ovario rudimentario; femeninas con un ovario desarrollado y dos estilos plumosos. Florece a fines del verano.
Fue denominada por Alexander von Humboldt en 1818, quien le dio el nombre del botánico naturalista alemán Friedrich Sellow (1789-1831), botánico alemán-brasileño, que participó en expediciones botánicas en el interior de Brasil, quien estudió la flora de Sudamérica. El fenotipo más pequeño es conocido como pajilla.
Es de hábito hemicriptéfito, con raíces profundas y gruesas.

## Taxonomía
Cortaderia selloana fue descrita por (Schult. & Schult.f.) Asch. & Graebn. y publicado en Synopsis der Mitteleuropäischen Flora 2(1): 325. 1900.
Etimología
Cortaderia: nombre genérico que proviene del castellano "para cortar", debido a las hojas con bordes filosos aserrados.
selloana: epíteto específico 
Sinónimos
- Arundo dioeca Spreng.
- Arundo dioica Spreng.
- Arundo kila Spreng. ex Steud.
- Arundo selloana Schult. & Schult.f.
- Cortaderia argentea (Nees) Stapf
- Cortaderia dioica Speg.
- Cortaderia jubata (Lemoine) Stapf
- Gynerium argenteum Nees
- Gynerium argenteum var. argenteum
- Gynerium dioicum Dallière
- Gynerium purpureum Carrière
- Moorea argentea (Nees) Lem.[6]

## Cultivo y usos
Fue introducida en Europa y Norteamérica como planta ornamental, y en menor medida como forrajera. La flor lanuda plumosa, al secar, es muy usada en floristería.
Hay varios cultivares:
- 'Albolineata' —  pequeño cultivar que solo alcanza 2 m en altura. Hojas variegadas, con manchas amarillas.
- 'Sunningdale Silver' — alcanza 3 m  y particularmente plumajes florales densos. Esta variedad ha sido galardonada por la Real Sociedad de Horticultura con el Premio al Mérito en Jardinería.

Es altamente adaptable, creciendo en una amplia gama de ambientes y climas. Gran tolerancia a la sequía y suelos alcalinos, ácidos, arcillosos y arenosos. En la Argentina se utiliza como barrera contra el viento entre los cultivos y como planta para fijación de nitrógeno en suelos agrícolas. Semilla prolíficamente, cada planta puede producir más de 1 millón de simientes durante su vida. Así, en lugares como California, Hawái o el norte y oeste de la península ibérica es una especie invasora. En España (salvo Canarias), Nueva Zelanda y en Sudáfrica se prohíbe su venta y propagación por las mismas razones. La extirpación de la especie por quemado no previene su rebrote. Se usa herbicida que mata sus raíces.
Si se tiene alergia a las gramíneas, no debe cultivarse. Con las hojas se obtiene celulosa. Es planta medicinal como febrífugo infantil, diurética y sudorífera.[cita requerida]
Se utilizan para adorno de floreros secos, a veces teñida de otros colores, para eso se los corta cuando son jóvenes y se los seca cabeza abajo. Prefiere zonas cálidas y no soporta bien la helada. Luz a pleno sol, pero crece con sombra parcial.

## Especie invasora en España

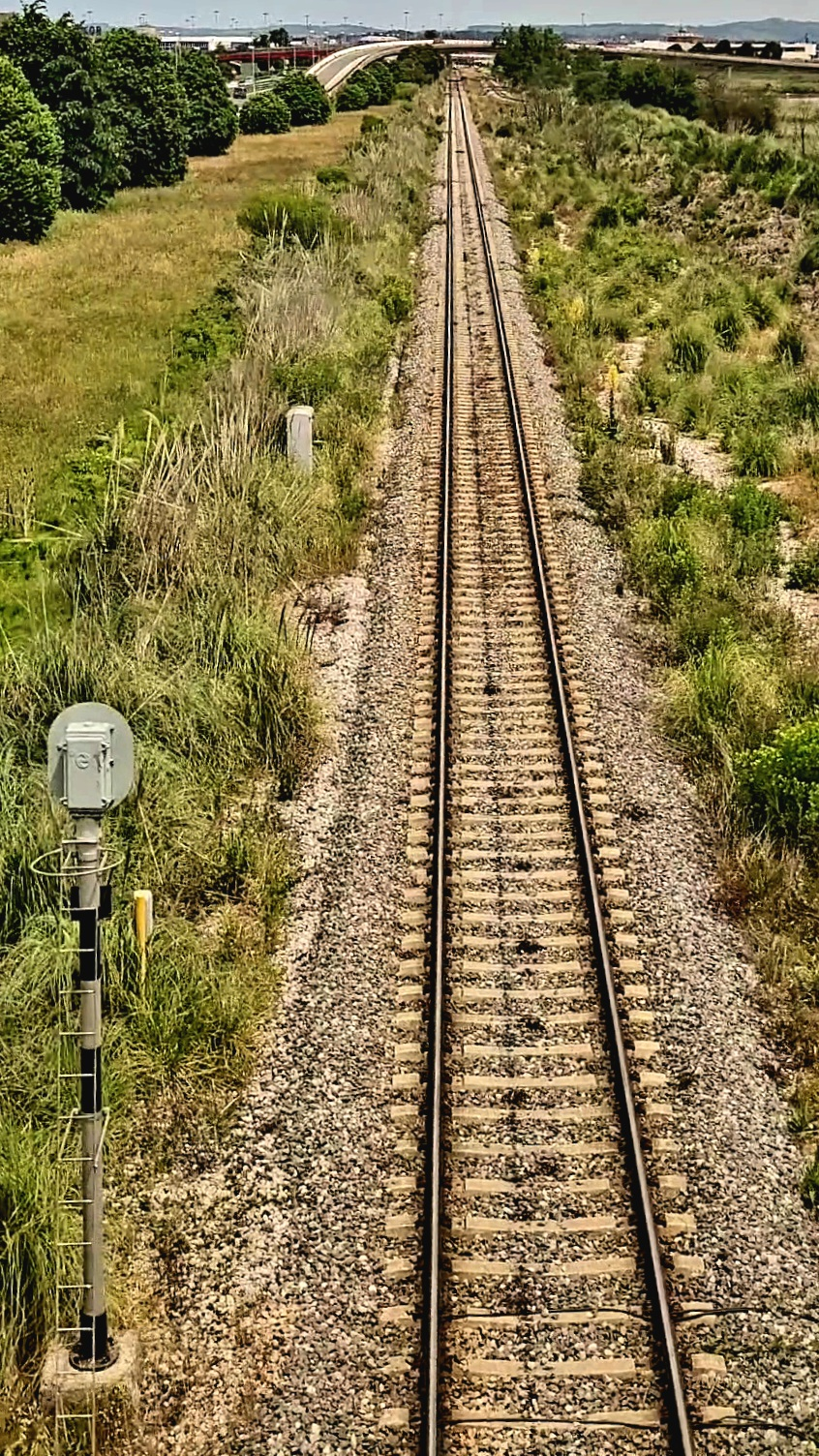
Ferrocarril de conexión al puerto de Santander donde se puede apreciar la cortaderia selloana en sus márgenes. Las principales vías de comunicación han sido los corredores de expansión de esta especie invasora en España.

Fuera de Sudamérica, el plumero exhibe un carácter invasor exótico que se ha observado en diversas regiones, como Norteamérica, Australia, Nueva Zelanda, Sudáfrica y Europa. En este último continente, se encuentra como una especie invasora exótica en países del Arco Atlántico como Portugal, España, Francia, Bélgica, Países Bajos, Irlanda y Reino Unido, así como en naciones mediterráneas como Italia y Grecia, y en países de Europa central como la República Checa, según información proporcionada por la Red Europea de Información sobre Especies Exóticas (EASIN).
Desde mediados del siglo XX la planta se ha expandido con rapidez por el norte de España, especialmente en zonas costeras del Cantábrico, en donde la humedad del ambiente y las temperaturas suaves favorecen su crecimiento. Probablemente la especie llegó a España en los años 1940, cuando la escasez de alimentos de la posguerra obligó a importar cereal de Argentina, de donde parece que llegaron las semillas mezcladas con el grano en las bodegas de los barcos. La especie aparece ya descrita en terrenos cercanos al puerto de Santander en los años 1950.
La planta se extendió rápidamente, en especial en las cunetas de las carreteras y en terrenos abandonados. Actualmente aparece extendida especialmente en Cantabria, Asturias, Galicia y País Vasco. En los últimos años se está observando que la planta se está adaptando al frío (ya que en su entorno natural habita la Patagonia) y ya no solo puebla zonas costeras, sino que está colonizando zonas del interior de estas comunidades autónomas donde las condiciones para su crecimiento parecían, a priori, menos favorables.[cita requerida]
Está incluida en el Catálogo Español de Especies Exóticas Invasoras y por tanto está prohibida su venta en la península Ibérica, salvo en Canarias, donde sí se permite.[cita requerida]

### Manejo y gestión
Con la aparición de los primeros ejemplares, se debe eliminar la planta con arranque manual, evitando dejar que crezca y se desarrolle hasta la formación de semillas y flores. En ejemplares adultos se suele usar herbicida foliar, siempre que no existan cerca zonas inundadas. El pastoreo con ganado y las siegas continuas permiten mantener a raya el crecimiento del plumero, evitando su reproducción por semilla.
Al menos resulta de gran utilidad el cortar las flores cuando salen  para evitar la propagación de las semillas. 
Debe evitarse el uso del fuego, ya que no consigue eliminarla y en cambio sí que elimina la vegetación natural circundante, con lo que el plumero se desarrolla aún mejor porque deja de tener competencia.
Como potenciales agentes de control se registraron invertebrados herbívoros, formadores de agallas, minadores y cochinillas, hongos productores de enfermedades, como necrosis foliares evidenciadas como manchas o lesiones en las hojas, pero ningún organismo que sea especialista de la planta.

## Nombres comunes
- Huansoco, aso, fransoco, zapote, sapota, leche caspi, leche huayo, sorva, árbol de la vaca, popa, sorveira, perillo, sixe.
- En Áncash (Perú): jesje, sejsi, cortadera.[11]
- En Cajamarca (Perú): tulula, cola del run run.